# Devourment
Devourment je americká slam death metalová skupina z Dallasu založená v roce 1995. Současná sestava je Ruben Rosas, Chris Andrews, Dave Spencer a Brad Fincher. Kapela je momentálně upsaná u vydavatelství Relapse Records.

## Diskografie

### Studiová alba
| Název                     | Podrobnosti                                                                         |
| ------------------------- | ----------------------------------------------------------------------------------- |
| Molesting the Decapitated | - Vydaání: 1999 (US) - Vydavatelství: United Guttural Records - Formáty: CD, vinyl  |
| Butcher the Weak          | - Vydání: 2005 (US) - Vydavatelství: vlastní, Brutal Bands - Formáty: CD, Digitální |
| Unleash the Carnivore     | - Vydání: 2009 (US) - Vydavatelství: Brutal Bands - Formáty: CD, Digitální          |
| Conceived in Sewage       | - Vydání: 2013 (US) - Vydavatelství: Relapse Records - Formáty: CD, Digitální       |
| Obscene Majesty           | - Vydání: 2019 (US) - Vydavatelství: Relapse Records - Formáty: CD, Digitální       |

### Dema
- Impaled – Corpse Gristle Records (1997)
- Promo 1997 (1997)
- Promo 1999 (1999)

### Singly
- "Kill That Fucking Bitch" (rehearsal, 2002)
- "Fifty Ton War Machine" (promo, 2012)

### Kompilace
- 1.3.8. – Corpse Gristle Records (2000), Unmatched Brutality (2004), Displeased Records (2004), Night of the Vinyl Dead (2006)